# Тріша Єрвуд
Патриція Лінн Єрвуд (англ. Patricia Lynn Yearwood; нар. 19 вересня 1964, Монтічелло, Джорджія, США) — американська кантрі-співачка, акторка та письменниця. У 1991 випустила дебютний студійний альбом «Trisha Yearwood». По всьому світу продала понад 15 мільйонів копій своїх альбомів.

## Життєпис
Патриція Лінн Єрвуд народилася 19 вересня 1964 в місті Монтічелло штату Джорджія, США. Дочка Гвендолін (до шлюбу Полк), шкільної вчительки, та Джека Говарда Єрвудів, місцевого банкіра. Має сестру Бет. В дитинстві слухала пісні Петсі Клайн, Кітті Веллс та Генка Вільямса.

## Особисте життя
У 1987 одружилася із першим чоловіком, музикантом Крісом Летамом; розлучилася у 1991. 
21 травня 1994 одружилася із Робертом "Боббі" Рейнольдсом, бас-гітаристом кантрі-гурту The Mavericks; пара розучилася у 1999. 
З кантрі-співаком Гартом Бруксом була знайома ще до їх кар'єрного успіху у 1990-х; на той час вони були близькими друзями. У 2000 Брукс подав на розлучення з Сенді Мол і почав зустрічатися із Єрвуд. 25 травня 2005 перед 7,000 шанувальниками Брукс запропонував Єрвуд одружитися і вона погодилася без вагання. Весілля відбулося 10 грудня 2005. Єрвуд стала мачухою для трьох дочок Брукса від його попереднього шлюбу.

## Дискографія
Студійні альбоми
- Trisha Yearwood (1991)
- Hearts in Armor (1992)
- The Song Remembers When (1993)
- The Sweetest Gift (1994)
- Thinkin' About You (1995)
- Everybody Knows (1996)
- Where Your Road Leads (1998)
- Real Live Woman (2000)
- Inside Out (2001)
- Jasper County (2005)
- Heaven, Heartache and the Power of Love (2007)
- Love song (2008)
- Christmas Together (із Гартом Бруксом) (2016)

## Нагороди та номінації

### Academy of Country Music Awards
| Рік  | Нагорода                |
| ---- | ----------------------- |
| 1991 | Top New Female Vocalist |
| 1997 | Top Female Vocalist     |

### Country Music Association Awards
| Рік  | Нагорода                                                     | Примітки                           |
| ---- | ------------------------------------------------------------ | ---------------------------------- |
| 1994 | Album of the Year for Common Thread: The Songs of the Eagles | Collaboration with various artists |
| 1997 | Female Vocalist of the Year                                  |                                    |
| 1998 | Female Vocalist of the Year                                  |                                    |
| 1998 | International Artist Achievement Award                       |                                    |

### American Music Awards
| Рік  | Нагорода                          |
| ---- | --------------------------------- |
| 1992 | Favorite New Country Music Artist |

### Daytime Emmy Awards
| Рік  | Нагорода                                                |
| ---- | ------------------------------------------------------- |
| 2013 | Outstanding Culinary Program; Trisha's Southern Kitchen |

### Grammy Awards
| Рік  | Нагорода                                                    | Запис               |
| ---- | ----------------------------------------------------------- | ------------------- |
| 1995 | Best Country Collaboration with Vocals (with Aaron Neville) | "I Fall to Pieces"  |
| 1998 | Best Female Country Vocal Performance                       | "How Do I Live"     |
| 1998 | Best Country Collaboration with Vocals (з Гартом Бруксом)   | "In Another's Eyes" |